# العلاقات المالديفية الغواتيمالية
العلاقات المالديفية الغواتيمالية هي العلاقات الثنائية التي تجمع بين المالديف وغواتيمالا.

## مقارنة بين البلدين
هذه مقارنة عامة ومرجعية للدولتين:
| وجه المقارنة                                              | المالديف       | غواتيمالا       |
| --------------------------------------------------------- | -------------- | --------------- |
| المساحة (كم2)                                             | 298            | 108.89 ألف      |
| عدد السكان (نسمة)                                         | 436.33 ألف     | 17.26 مليون     |
| الكثافة السكانية (ن./كم²)                                 | 146.42 ألف     | 158.51          |
| العاصمة                                                   | ماليه          | غواتيمالا       |
| اللغة الرسمية                                             | اللغة الديفهي  | اللغة الإسبانية |
| العملة                                                    | روفيه مالديفية | كتزال غواتيمالي |
| الناتج المحلي الإجمالي (بليون دولار)                      | 4.60 مليار     | 75.62 مليار     |
| الناتج المحلي الإجمالي (تعادل القوة الشرائية) بليون دولار | 5.23 مليار     | 126.21 مليار    |
| الناتج المحلي الإجمالي الاسمي للفرد دولار أمريكي          | 8.39 ألف       | 3.90 ألف        |
| الناتج المحلي الإجمالي للفرد دولار أمريكي                 | 12.53 ألف      | 7.45 ألف        |
| مؤشر التنمية البشرية                                      | 0.706          | 0.627           |
| رمز المكالمات الدولي                                      | +960           | +502            |
| رمز الإنترنت                                              | .mv            | .gt             |
| المنطقة الزمنية                                           | ت ع م+05:00    | 00              |

## منظمات دولية مشتركة
يشترك البلدان في عضوية مجموعة من المنظمات الدولية، منها:
| علم المنظمة | اسم المنظمة                        | تاريخ انضمام المالديف | تاريخ انضمام غواتيمالا |
| ----------- | ---------------------------------- | --------------------- | ---------------------- |
|             | الاتحاد البريدي العالمي            | ?                     | ?                      |
|             | مؤسسة التنمية الدولية              | 13 يناير 1978         | 27 أبريل 1961          |
|             | البنك الدولي للإنشاء والتعمير      | 13 يناير 1978         | 28 ديسمبر 1945         |
|             | منظمة التجارة العالمية             | ?                     | ?                      |
|             | يونسكو                             | 18 يوليو 1980         | 2 يناير 1950           |
|             | وكالة ضمان الاستثمار متعدد الأطراف | 19 مايو 2005          | 11 يوليو 1996          |
|             | منظمة حظر الأسلحة الكيميائية       | ?                     | ?                      |
|             | منظمة الشرطة الجنائية الدولية      | ?                     | ?                      |
|             | مؤسسة التمويل الدولية              | 2 فبراير 1983         | 20 يوليو 1956          |
|             | الأمم المتحدة                      | 21 سبتمبر 1965        | 21 نوفمبر 1945         |
|             | الاتحاد الدولي للاتصالات           | 28 فبراير 1967        | 10 يوليو 1914          |

## وصلات خارجية
- موقع وزارة الخارجية المالديفية
- موقع وزارة الخارجية الغواتيمالية